# Меше
Меше (пол. Mesze) — село в Польщі, у гміні Кольсько Новосольського повіту Любуського воєводства.
Населення — 64 особи (2011).
У 1975-1998 роках село належало до Зеленогурського воєводства.

## Демографія
Демографічна структура станом на 31 березня 2011 року:
|          | Загалом | Допрацездатний вік | Працездатний вік | Постпрацездатний вік |
| -------- | ------- | ------------------ | ---------------- | -------------------- |
| Чоловіки | 38      | 10                 | 25               | 3                    |
| Жінки    | 26      | 3                  | 15               | 8                    |
| Разом    | 64      | 13                 | 40               | 11                   |